# Ilie Dumitrescu
Ilie Dumitrescu (Boekarest, 6 januari 1969) is een Roemeense oud-voetballer en voetbalcoach.

## Erelijst

### Speler
| Divizia A          | 4x | 1986/87, 1988/89, 1992/93, 1993/94 |
| Cupa României      | 3x | 1986/87, 1988/89, 1991/92          |
| Supercupa României | 1x | 1998                               |

| Individueel         |    |         |
| Topscorer Divizia A | 1x | 1992/93 |